# Коробченко Олексій Юрійович
Олексі́й Ю́рійович Коро́бченко (28 березня 1972, Рубіжне, СРСР) — радянський та український футболіст та футбольний тренер. Відомий перш за все завдяки виступам у складі луганської «Зорі» та хабаровського «СКА-Енергія».

## Життєпис
Олексій Коробченко народився в Рубіжному, що на Луганщині. Вихованець луганського спортінтернату, першими тренерами футболіста були Вадим Добіжа та Владислав Глухарьов. У 1989 році дебютував у складі «Зорі», а вже наступного сезону був одним з ключових гравців команди. Того ж року нетривалий час пограв за стахановський «Стахановець». У 1991 році разом з «Зорею» здобув «срібло» зони «Захід» другої ліги чемпіонату СРСР. Здебільшого виходив на позицію правого півзахисника, виконував великий об'єм роботи, майстерно підключався до атак власної команди та загострював гру небезпечними навісами й прострілами. Окрім численних результативних передач, нерідко забивав і сам. Був майстром виконання стандартних положень, бездоганно реалізовував одинадцятиметрові удари. Залишив «Зорю» у 1996 році, провівши за команду 215 матчів у чемпіонатах СРСР та України і 35 разів розписавшись у воротах суперників.
Другу половину 1996 року провів у складі елістинського «Уралану», що виступав у першому дивізіоні чемпіонату Росії. Розвитку кар'єри Коробченка завадила важка травма, отримана у зіткненні з захисником «Луча» Максимом Лаюшкіним. Через пошкодження коліна український півзахисник залишився поза футболом майже на два роки. У 1998 році він виступав у чемпіонаті області за луганський «Шахтар», а вже наступного року знову вирушив до Росії, аби відновити професійну кар'єру.
Новим клубом Коробченка став хабаровський «СКА-Енергія», кольори якого Олексій захищав протягом шести сезонів. Після завершення кар'єри гравця увійшов до тренерського штабу клубу, однак вже у 2006 році перебрався до Краснодара, де допомагав Павлу Яковенку в роботі з місцевою «Кубанню». З 2009 по 2012 рік входив до тренерського штабу Яковенка в молодіжній збірній України, після чого протягом 2013—2014 років очолював СК «Зоря». Після початку бойових дій на сході України перебрався з Луганська до Києва, а у 2015 році відгукнувся на пропозицію «СКА-Енергія» обійняти посаду помічника головного тренера клубу.

## Досягнення
- Переможець зони «Схід» другого дивізіону чемпіонату Росії (1): 2001
- Срібний призер зони «Захід» другої ліги чемпіонату СРСР (1): 1991